# L'Analyse des infiniment petits pour l'intelligence des lignes courbes

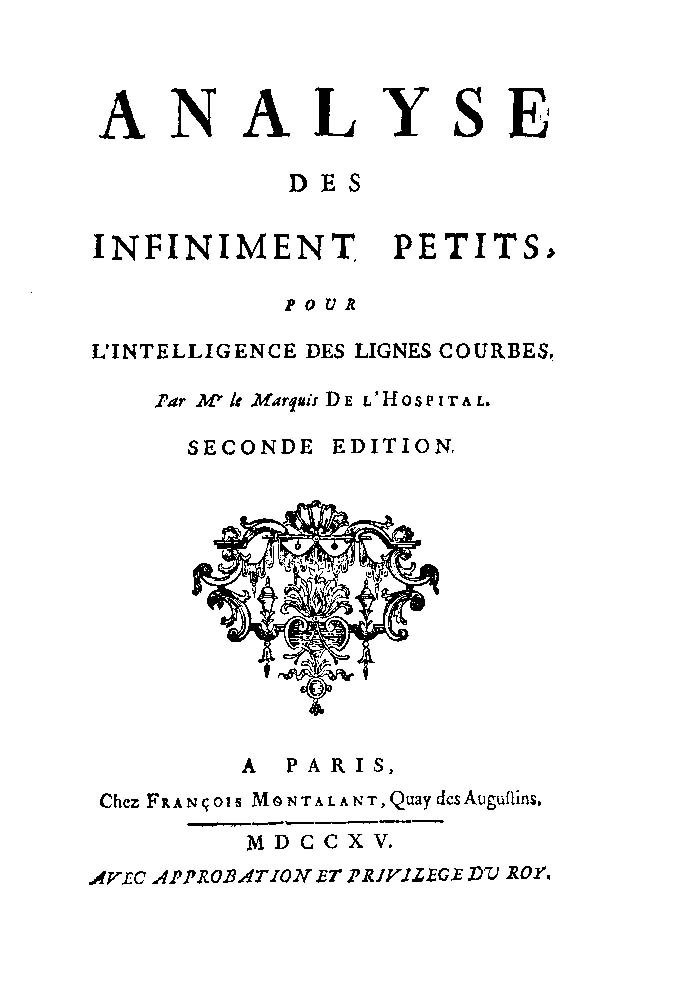
Analyse des infiniment petits pour l'intelligence des lignes courbes

l'Analyse des Infiniment Petits pour l'Intelligence des Lignes Courbes (letterlijke vertaling: Analyse van oneindig kleine hoeveelheden om krommen te begrijpen) (1696), is het eerste boek over differentiaalrekening. Het boek werd geschreven door de Franse wiskundige Guillaume de l'Hôpital. Het boek bevat de eerste verschijning van de regel van l'Hôpital. 
Van de regel van l'Hôpital wordt algemeen aangenomen dat deze het werk was van de Zwitsers wiskundige Johan Bernoulli. L'Hôpital, een edelman, betaalde Bernoulli een jaarlijks bedrag van 300 franc om hem om de hoogte te houden van de ontwikkelingen in de differentiaalrekening en hem te helpen om problemen op te lossen waar l'Hôpital tegenaan liep. De twee hadden een contract getekend waarin l'Hôpital toestemming kreeg om Bernoulli's ontdekkingen te gebruiken zoals het hem goeddocht. Onder deze problemen was dat van de limieten van onbepaalde vormen. Toen l'Hôpital zijn boek publiceerde, erkende hij de bijdragen van  Bernoulli en publiceerde hij het werk anoniem, omdat hij geen krediet wilde voor zaken die hij niet zelf ontdekt had. Bernoulli, die als een erg jaloers persoon bekendstond, beweerde de auteur van het gehele werk te zijn, en eerder werd dit ook geloofd. Niettemin werd de regel naar l'Hôpital genoemd, die dus echter nooit heeft beweerd dat hij de ontdekker van de naar hem genoemde regel was.

## Voetnoten
1. ↑  Maor, Eli, e: The Story of a Number. Blz. 116. Princeton University Press, 1994.
2. ↑  C. Truesdell - The New Bernoulli Edition Isis, Vol. 49, No. 1. (Mar. 1958), pp. 54-62, bespreekt deze vreemde overeenkomst tussen Bernoulli en l'Hôpital op de pagina's 59-62.
3. ↑  Finney, Ross L. en George B. Thomas, Jr Calculus. 2nd Edition. Blz. 390. Addison Wesley, 1994.